# Conferencia Episcopal de Bélgica
La Conferencia Episcopal de Bélgica (Bisschoppenconferentie van België) es una institución de carácter permanente, que consiste en la asamblea de los obispos de la Iglesia católica en Bélgica, que ejercen unidos algunas funciones pastorales respecto de las comunidades de dicha nación, para promover conforme a la norma del derecho el mayor bien que la Iglesia proporciona a los hombres, sobre todo mediante formas y modos de apostolado convenientemente acomodados a las peculiares circunstancias de tiempo y de lugar.
Por el derecho mismo, pertenecen a la Conferencia Episcopal todos los obispos diocesanos del territorio y quienes se les equiparan en el derecho, así como los obispos coadjutores, los obispos auxiliares y los demás obispos titulares que, por encargo de la Santa Sede o de la Conferencia Episcopal, cumplen una función peculiar en el mismo territorio; pueden ser invitados también los ordinarios de otro rito, pero solo con voto consultivo, a no ser que los estatutos de la Conferencia Episcopal determinen otra cosa.

## Circunscripciones eclesiásticas de Bélgica
- Archidiócesis de Malinas-Bruselas.
- Diócesis de Amberes.
- Diócesis de Brujas.
- Diócesis de Namen.
- Diócesis de Luik.
- Diócesis de Gante.
- Diócesis de Hasselt.

## Miembros de la Conferencia Episcopal de Bélgica
| Presidencia                              | Presidencia | Presidencia | Presidencia |
| ---------------------------------------- | --- | ----------- | ----------- |
| Jozef De Kesel 26 de enero de 2016 -     | Cardenal presbítero de San Juan y San Pablo Arzobispo de Malinas-Bruselas Primado y Ordinario Militar de Bélgica |             |             |
| Vicepresidencias                         | |             |             |
| Johan Jozef Bonny 26 de enero de 2016 -  | Obispo de Amberes                                                                                                |             |             |
| Guy Harpigny 26 de enero de 2016 -       | Obispo de Tournai                                                                                                |             |             |
| Secretario general                       | |             |             |
| Herman Cosijns 1 de septiembre de 2011 - | Presbítero |             |             |
| Miembros                                 | |             |             |
| Patrick Hoogmartens                      | Obispo de Hasselt                                                                                                |             |             |
| Pierre Warin                             | Obispo de Namur                                                                                                  |             |             |
| Jean Kockerols                           | Obispo titular de Ieper y auxiliar de Malinas-Bruselas                                                           |             |             |
| Jean-Luc Hudsyn                          | Obispo titular de Apt y auxiliar de Malinas-Bruselas                                                             |             |             |
| Jean-Pierre Delville                     | Obispo de Lieja                                                                                                  |             |             |
| Lode Aerts                               | Obispo de Brujas                                                                                                 |             |             |
| Koen Vanhoutte                           | Obispo titular de Thagora y auxiliar de Malinas-Bruselas                                                         |             |             |
| Lode Van Hecke , O.C.S.O.                | Obispo de Gante                                                                                                  |             |             |
| Eméritos                                 | |             |             |
| Albert Houssiau                          | Obispo emérito de Lieja                                                                                          |             |             |
| Arthur Luysterman                        | Obispo emérito de Gante                                                                                          |             |             |
| Paul Van den Berghe                      | Obispo emérito de Amberes                                                                                        |             |             |
| Jan De Bie                               | Obispo titular de Uppenna y auxiliar emérito de Malinas-Bruselas                                                 |             |             |
| Roger Joseph Vangheluwe                  | Obispo emérito de Brujas                                                                                         |             |             |
| Aloys Jousten                            | Obispo emérito de Lieja                                                                                          |             |             |
| André-Joseph Léonard                     | Arzobispo emérito de Malinas-Bruselas                                                                            |             |             |
| Rémy Vancottem                           | Obispo emérito de Namur                                                                                          |             |             |
| Luc Van Looy , S.D.B.                    | Obispo emérito de Gante                                                                                          |             |             |